# Timofejewka (Kaliningrad)
Timofejewka (russisch Тимофеевка, deutsch Tammowischken, 1938–1945 Tammau, litauisch Tamoviškiai) ist ein Ort in der russischen Oblast Kaliningrad. Er gehört zur kommunalen Selbstverwaltungseinheit Stadtkreis Tschernjachowsk im Rajon Tschernjachowsk.

## Geographische Lage
Timofejewka am Nordufer der Angerapp (russisch: Angrapa) liegt fünf Kilometer östlich des Stadtzentrums von Tschernjachowsk (Insterburg). Der Ort ist über die Kommunalstraße 27K-404 zu erreichen, einer Stichstraße, die von der von Tschernjachowsk nach Furmanowo (Stannaitschen/Zweilinden) führenden Kommunalstraße 27K-181 abzweigt. Die nächste Bahnstation ist  Tschernjachowsk. Vor 1945 war der Ort Bahnstation an der Bahnstrecke Insterburg–Krapuschken/Breitenstein (Ostpr) der Insterburger Kleinbahnen.

## Geschichte
Das damalige Tammow wurde bereits zur Ordenszeit im Jahre 1371 gegründet. Im Jahre 1874 wurde die Landgemeinde Teil des neu errichteten Amtsbezirks Pieragienen (1930 bis 1945 „Amtsbezirk Angerlinde“, russisch: Mitschurino, heute nicht mehr existent) im Kreis Insterburg im Regierungsbezirk Gumbinnen der preußischen Provinz Ostpreußen. Am 3. Juni 1938 wurde Tammowischken in „Tammau“ umbenannt – mit amtlicher Bestätigung vom 16. Juli 1938.
Im Jahre 1945 kam der Ort in Kriegsfolge mit dem nördlichen Ostpreußen zur Sowjetunion. 1947 erhielt er die russische Bezeichnung Timofejewka und wurde gleichzeitig dem Dorfsowjet Krasnopoljanski selski sowjet im Rajon Tschernjachowsk zugeordnet. Von 2008 bis 2015 gehörte Timofejewka zur städtischen Gemeinde Tschernjachowskoje gorodskoje posselenije und seither zum Stadtkreis Tschernjachowsk.

### Einwohnerentwicklung
| Jahr | Einwohner |
| ---- | --------- |
| 1910 | 320       |
| 1933 | 282       |
| 1939 | 279       |
| 2002 | 575       |
| 2010 | 440       |

## Kirche
Die Bevölkerung Tammawischkens resp. Tammaus war vor 1945 überwiegend evangelischer Konfession. Der Ort war in das Kirchspiel der Insterburger Lutherkirche eingepfarrt, die zum Kirchenkreis Insterburg in der Kirchenprovinz Ostpreußen der Kirche der Altpreußischen Union gehörte.
Heute liegt Timofejewka im Einzugsbereich der neu entstandenen evangelisch-lutherischen Kirchengemeinde Tschernjachowsk (Insterburg), mit Pfarrsitz für die Kirchenregion Tschernjachowsk in der Propstei Kaliningrad der Evangelisch-lutherischen Kirche Europäisches Russland.

## Persönlichkeiten
- Alfred Lau (1898–1971), deutscher Journalist und Mundartdichter, verbrachte seine Jugend bei den Großeltern in Tammowischken[7].